# Coggiola
Coggiola (Cògiola in piemontese) è un comune italiano di 1 630 abitanti della provincia di Biella in Piemonte.

## Storia
Coggiola era anticamente denominata Cozola o Codiola. Con il nome Cozola compare per la prima volta in un documento del 17 ottobre 1152 con il quale l'imperatore Federico Barbarossa donava al Vescovo di Vercelli alcune località, tra cui appunto Coggiola.
Con un atto del 24 aprile 1243 il legato pontificio Gregorio di Montelongo la cedette al Comune di Vercelli, assieme ad altri centri compresi tra il Cervo e la Sesia, facenti parte dei feudi di Biella.
Nel 1300 fu data in feudo ai Meschiati di Biella.
Nel 1306 venne incendiata dagli uomini di Fra' Dolcino insieme con altri centri dei dintorni. Fu riedificata nel 1340 per iniziativa degli Alciati, nobili di Vercelli.
In seguito fu data in feudo ai conti Mocchia di Coggiola di Cuneo.
Nel 1408 passò dai Vescovi di Vercelli ai Ducato di Savoia assieme a Sostegno, Lessona e Benna.
Nel 1517 si diede il primo statuto comunale, approvato nel 1518 dal duca Carlo III di Savoia.
Nel 1798 fu occupata dai francesi e il 14 dicembre di quell'anno venne innalzato l'albero della libertà.
Nel 1911 viene qui fondata la Fila, famosa azienda di calzature, abbigliamento sportivo, ordinario e intimo.

### Simboli

Stemma comunale

Gonfalone comunale

Lo stemma comunale si blasona come segue:
Il gonfalone è un:
Lo stemma e il gonfalone sono stati riconosciuti con D.P.R. dell'11 ottobre 1972.
L'operosità simboleggiata nelle api presenti nel numero di 5, probabilmente voleva rendere onore alla resistenza dei valligiani ed il loro l'impegno nelle attività industriali tessili, come pure nella pastorizia e cura del patrimonio boschivo.
Nel 1940 vi fu una prima proposta di stemma comunale, mai concretizzata; quest'emblema univa lo stemma dei Conti Mocchia di Coggiola con quello di Vercelli (allora capoluogo provinciale).

## Monumenti e luoghi d'interesse
- Santuario del Cavallero
- Santuario di Moglietti
- Chiesa parrocchiale di San Giorgio
- Oratorio dell'Assunta
- Oratorio di San Francesco d'Assisi - edificio religioso situato nella frazione Piletta, risalente al XVII secolo

## Frazioni del comune
- Rivò - Coordinate: 45°41′56″N 8°10′27″E
- Viera
- Piletta
- Fervazzo

## Società

### Evoluzione demografica
Abitanti censiti

## Infrastrutture e trasporti
Fra il 1908 e il 1935 Coggiola rappresentò il capolinea occidentale della ferrovia Grignasco-Coggiola; la stazione era ubicata in località Granero (Frazione di Portula).

## Amministrazione
Di seguito è presentata una tabella relativa alle amministrazioni che si sono succedute in questo comune.
| Periodo        | Periodo         | Primo cittadino          | Partito                                 | Carica  | Note  |
| -------------- | --------------- | ------------------------ | --------------------------------------- | ------- | ----- |
| 21 maggio 1995 | 27 ottobre 1996 | Dario Modini             | centro-sinistra                         | Sindaco | [ 9 ] |
| 28 aprile 1997 | 14 maggio 2001  | Angela Maria Pastore     | lista civica                            | Sindaco | [ 9 ] |
| 14 maggio 2001 | 30 maggio 2006  | Angela Maria Pastore     | lista civica                            | Sindaco | [ 9 ] |
| 30 maggio 2006 | 4 ottobre 2021  | Gianluca Foglia Barbisin | lista civica: per il futuro di Coggiola | Sindaco | [ 9 ] |
| 4 ottobre 2021 | "in carica"     | Paolo Setti              | lista civica                            | Sindaco | [ 9 ] |

### Gemellaggi
Coggiola è gemellata con:
- La Fare-les-Oliviers[10]

### Altre informazioni amministrative
Il comune faceva parte prima della Comunità Montana Valle Sessera, poi della  Comunità montana Val Sessera, Valle di Mosso e Prealpi Biellesi, prima della soppressione dell'ente.